# Paradoxurus zeylonensis
Paradoxurus zeylonensis är en däggdjursart som först beskrevs av Johann Christian Daniel von Schreber 1778.  Paradoxurus zeylonensis ingår i släktet äkta palmmårdar och familjen viverrider. IUCN kategoriserar arten globalt som sårbar på grund av skogsavverkningar. Inga underarter finns listade.
Artepitet i det vetenskapliga namnet syftar på Sri Lankas gamla namn Ceylon.

## Utseende
Trots det engelska trivialnamnet "golden palm civet" har inte alla individer en gyllen päls. Det finns även en färgvariant med gråbruna till svarta hår. Enligt Schrebers ursprungliga artbeskrivning är svansen bara lite kortare än bålen och huvud tillsammans.
Ungarnas päls är allmänt mörkare och mera yvig. Hos Paradoxurus zeylonensis är pälsen inte fläckig som hos indisk palmmård (Paradoxurus hermaphroditus) som likaså förekommer på Sri Lanka. Upp till tre otydliga strimmor kan förekomma på ovansidan.
Djuret blir 50,2 till 58 cm lång (huvud och bål), har en 43,7 till 52,5 cm lång svans och väger ungefär 3,6 kg. Ofta är ansiktet ljusare än bålen och svansen har allmänt en mer gulaktig färg. Dessutom har flera exemplar en vit svansspets. Håren på artens nacke är riktade framåt medan alla andra hår växer bakåt. Samma kännetecken finns hos Paradoxurus jerdoni. Arten har i varje käkhalva 3 framtänder, 1 hörntand, 4 premolarer och 2 molarer.

## Utbredning
Detta rovdjur förekommer med flera från varandra skilda populationer på Sri Lanka. Habitatet utgörs huvudsakligen av fuktiga skogar, ofta i bergstrakter.  Arten når där 2000 meter över havet eller ännu längre uppåt.

## Ekologi
Individerna är aktiva på natten och klättrar i växtligheten. De äter frukter och bär samt olika små ryggradsdjur och ryggradslösa djur. Utanför parningstiden lever varje individ ensam. Antagligen har honor en eller två kullar per år med två eller tre ungar per kull.
Individerna vilar i trädens håligheter och ibland under taket i byggnader som ligger intill skogen. Enligt Sri Lankas befolkning kan ungdjur lätt tämjas men arten är mycket ovanlig som sällskapsdjur.